# Gentiana jamesii
Gentiana jamesii är en gentianaväxtart som beskrevs av William Botting Hemsley. Gentiana jamesii ingår i släktet gentianor, och familjen gentianaväxter. Inga underarter finns listade i Catalogue of Life.